# تحت الأرض
تحت الأرض (بالإنجليزية: Underground)‏ تعبير يصف أي عمل سري منظم لمجموعة متفقة على مبادئ معينة وأهداف واحدة سواء كان العمل سياسيا أو كان عسكريا إذا تم التخطيط له وتنفيذ مخططاته في الخفاء. حركات المقاومة تعمل تحت الأرض وكذلك الإرهابيون يعملون تحت الأرض. ولذلك يسهل الخلط بينهما كما يحصل في العراق.